# Diostracus nebulosus
Diostracus nebulosus är en tvåvingeart som beskrevs av Sadao Takagi 1972. Diostracus nebulosus ingår i släktet Diostracus och familjen styltflugor.
Artens utbredningsområde är Nepal. Inga underarter finns listade i Catalogue of Life.